# Vosztok–2
A Vosztok–2 (oroszul: Восток-2 – Kelet) volt a szovjet Vosztok-program második küldetése volt, amelyben egy Vosztok űrhajó 1961. augusztus 6-án startolva, German Tyitovval a fedélzetén egy teljes napig keringett a világűrben, amellyel az emberes repülések történetében elsőként sikerült átlépni a 24 órás űrrepülési időtartamot. A repülés fő célja az emberi szervezet reakcióinak feltérképezése volt egy hosszabb időtartamú űrrepülésen, valamint az első, űrhajós által végrehajtott manőverek kipróbálása. Tyitov kicsit több mint egy napig tartózkodott a világűrben – 17 Föld körüli fordulatot tett, összesen 25 óra 18 percnyi repülési idővel –, a repülés összes célkitűzését teljesítette.
A repülést a szovjet repülésirányítás teljes sikernek minősítette, annak ellenére, hogy Tyitov rosszulléte – amely később űrbeli mozgásbetegség, vagy űrbetegség néven lett ismert szindróma a későbbi űrhajósok között – végigkísérte a repülést, megnehezítve a kísérleteket és apróbb technikai hibák is előfordultak (melyek „legsúlyosabbika” egy hőberendezés meghibásodása volt, ami miatt az űrkabinban a hőmérséklet átmenetileg 10 °C-ra csökkent).
A leszállás előtt – hasonlóan Jurij Gagarin repüléséhez – nem vált szét megfelelően a leszállókapszula és a műszaki modul, amely nem okozott különösebb problémát, a Vosztok–2 problémamentes leszállást hajtott végre a Szaratov városa közelében levő Krasznij Kut mellett.
German Tyitov ezzel a repüléssel mindmáig a legfiatalabb űrhajós, aki űrrepülést végzett.

## Személyzet
| Beosztás   | Kozmonauta                  | Kozmonauta                  |
| ---------- | --------------------------- | --------------------------- |
| Parancsnok | German Tyitov (1) űrrepülés | German Tyitov (1) űrrepülés |

Tartalék
| Beosztás   | Kozmonauta                        | Kozmonauta                        |
| ---------- | --------------------------------- | --------------------------------- |
| Parancsnok | Andrijan Nyikolajev (2) űrrepülés | Andrijan Nyikolajev (2) űrrepülés |

(1) Zárójelben a sikeres űrrepülések száma személyenként, beleértve ezt a missziót is.

## Előzmények

### Gagarin, Mercury, Apollo
A repülés tágabb előzménye a Szputnyik–1-gyel kezdődött űrverseny beindulása volt, amelyben a két szuperhatalom (USA és a Szovjetunió) próbált „egymásra licitálni” az űrteljesítményeket (elsősorban elsőségeket illetően). Ezen „versenyteljesítmények” egyike volt az ember világűrbe jutása. Ennek alapján a repülés közvetlen előzménye szovjet oldalon a világ első embert szállító űrhajójának, a Gagarint szállító Vosztok–1-nek a repülése volt. Több (sikeres és sikertelen) próbarepülés után 1961. április 12-én Jurij Gagarin egyetlen Föld körüli fordulatot megtéve, sikeres repülésével a világ első űrrepülését teljesítette, ezzel a Szovjetunió újabb győzelmet söpört be az űrversenyben. A verseny „íratlan etikettje szerint” egy űrteljesítményt nem volt elég csak elérni, a képesség másik oldali elismerését a teljesítmény újrázásával lehetett elérni. Gagarin repülésével a Vosztok űrhajó is jelesre vizsgázott, további lehetőségeket feltárva a szovjetek előtt. Ezen lehetőségek egyike volt egy újabb orbitális repülés, amely a lehetőség mellett egyfajta kényszer is volt, bizonyítandó, hogy a Gagarin féle repülés nem a véletlen szerencsén múlott, hanem valós képességen alapult.
A Vosztok–1 repülése váratlanul érte az amerikaiakat, ezért mindennél fontosabbnak tartották bemutatni, hogy ők is képesek embert juttatni a világűrbe (külön sokk volt, hogy az első szovjet próbálkozás rögtön egy orbitális repülés volt, míg ők csak egy szuborbitális repülésre, ún. űrugrásra készültek). A Mercury-program el is érkezett az első próbához, ezért a NASA minden további haladék nélkül (politikai sürgetésre) felbocsátotta az első Mercury űrhajót, az Alan Shepardot szállító Freedom 7-et. Shepard egy mindössze 15 percig tartó repülést végzett, amelynek során az űrhajó – a Cape Canaveral-i startot követően – parabolapályán 187,4 kilométeres magasságba emelkedett, majd 488 kilométerrel arrébb szállt le az Atlanti-óceánon. Shepard ezzel fizikai értelemben az űrben járt – 100 kilométernél magasabban járt és 5 percet töltött a súlytalanság állapotában –, repülési értelemben azonban nem, hisz' nem tett meg egy teljes Föld körüli fordulatot. Az amerikai közvéleménynek azonban ez a teljesítmény is elég volt, hogy valamelyest ellensúlyozza a Gagarin repülése okozta politikai presztízsveszteséget. Később, a képesség bizonyítása céljából a NASA megismételte a repülést. 1961. július 21-én a Liberty Bell 7 űrhajóval Gus Grissom szállt fel és végzett a Shepardéval lényegében megegyező űrugrást.
A világ első műholdja, a Hold elsőként való elérése és az első ember űrrepülése (és az erre adott egyenlő jelentőségű válasz hiánya) nyilvánvaló presztízsveszteséget, a hidegháborúban elszenvedett technológiai vereséget – és ennek alapján katonai lemaradást – jelentett az Egyesült Államok számára. Az ilyen módon állandósult szovjet fölény ellensúlyozására az amerikai elnök, John F. Kennedy gyors helyzetelemzés után az űrtevékenység fokozása, egy minden addigi űrteljesítményt elhalványító programot jelentett be: országa űrhajósai az Apollo-program keretében elsőként fogják elérni a Holdat. Ezzel egyrészt burkoltan, de nyilvánosan technológiai versenyre hívta ki a szovjeteket, másrészt a politika további támogatásáról biztosította az űrkutatást, egy dinamikus fejlődési pályát kijelölve az új tudományterület számára. Emiatt a lényegében megnyert hidegháborús csata ellenére a szovjetek sem lassíthattak, vagy állhattak le a további űrrepülésekkel, kényszerűen folytatniuk kellett a programot.

### Tervezés
Bár a szovjet űrteljesítmények egymásutánja kirajzolt egyfajta tervszerű folyamatot, a valóságban a Szovjetunióban nem volt sem egy előre lefektetett program, sem közép- vagy hosszútávú elképzelés a repülésekre. Ehelyett az egyes sikerek után következhetett a következő lépés tervezése. Gagarin sikerét követően sem volt konkrét terv a következő repülésre, csak legfeljebb vázlatos elképzelések. A Vosztok–1 utáni "hogyan tovább" a világsiker után, Szocsiba visszavonuló és szabadságukat töltő szakemberek beszélgetéseiben bontakozott ki. A folytatás nem volt kétséges, viszont a szakemberek két táborra szakadtak a Vosztok–2 küldetés időtartamát illetően. Szergej Koroljov egy teljes napot javasolt, Nyikolaj Kamanyin és az űrhajósok egy szerényebb, 3-4 keringéses repülést. Az együttgondolkodás végül el nem döntött vitába torkollott.
A következő repülésről szóló vita egy szinttel feljebb, az űrrepüléseket felügyelő Szovjet Légierő Vezérkarához került. Itt a vezérkari főnök helyettesének irányításával, űrorvosok és űrhajósok (köztük az addigra az űrhajósok főnökévé kinevezett Gagarin) részvételével a 3 keringéses (öt órás) változat mellett döntöttek. Koroljov azonban nem hagyta ennyiben, miniszteri szintre vitte a döntést, ahonnan hamarosan jött az utasítás: egy huszonnégy órás repülés terveit kell kidolgozni. A legfelsőbb szintű döntést a megújult, repülésekért felelős állami bizottság határozatban rögzítette, amely a repülés időtartamán kívül kijelölte a lehetséges űrhajósjelölteket – German Tyitovot és Andrian Nyikolajevet – és a megcélozandó augusztusi startdátumot.
Az állami bizottság által kijelölt elvek mentén az űrprogram vezetői 1961. július 7-én véglegesítették a soron következő Vosztok repülés céljait:
- Az emberi test megfigyelése egy hosszú időtartamú orbitális repülés és a leszállás közben
- Az űrhajó manuális irányítási lehetőségeinek felmérése és légkörbelépéskor a manuális manőverezés kipróbálása
- Az emberi munkavégző képesség felmérése egy hosszú időtartamú repülés során a súlytalanság körülményei között
- Direkt rádióforgalmazás a Zarja rádióállomás-hálózat földi vevőállomásaival
- Filmfelvevő használata a repülés alatt
- Optikai megfigyelések a kabinablakon át egy egyszerű optikai eszközzel

A startot 1961. augusztus 6-ra tűzték ki, részben Nyikita Hruscsov utasítása alapján. Erre az utasításra a repülés céljainak lefektetését követően került sor Hruscsov és Koroljov között. A főtervezőt a pártfőtitkár meghívta a Krím-félszigeten levő dácsájába, ahol mintegy mellékesen közölte vele, hogy a startnak legkésőbb augusztus 10-ig meg kell történnie. Hruscsov elterelésnek szánta az egy napos űrrepülés szenzációját: ekkor már tudomása volt róla, hogy a berlini falat augusztus közepén kezdik építeni, így a szocialista országok sajtóját az űrrepüléssel tölthették meg a berlini események helyett.
Az űrhajót is érintették a 24 órás repülés megnövekedett igényei és kisebb áttervezésen, feljavításon esett túl. Gagarin repülésének tapasztalatai alapján Tyitov kapott egy Konvasz-avtomat típusú továbbfejlesztett filmfelvevő kamerát, valamint egy optikai távcsövet. A telemetriai rendszer is új rövidhullámú adót kapott (az űrhajó rádiójelek követésének megkönnyítésére, valamint az orvosi adatcsatorna tartalékául) és a légkondicionáló rendszert is továbbfejlesztették. Gagarin űrhajójának túlgyorsítása és a pályájának tervezettől való eltérése miatt (amely a visszatérésre kidolgozott vészforgatókönyvet, azaz a néhány napon belüli természetes lefékeződést is keresztül húzta), az űrhajót alkalmassá tették 10 napra elegendő levegő tárolására.

### A legénység kiválasztása
A repülés személyzetének kiválasztásánál Szergej Koroljov és Nyikolaj Kamanyin egyszerű szisztémát alkalmazott, a Vosztok–1 tartalék űrhajósa tűnt a természetes választásnak és ezen gondolatmenet mentén őt is választották. A kiválasztás igen korán megtörtént – ellentétben a Vosztok–1-nél alkalmazott gyors, azaz alig pár nappal a repülést megelőző döntésével –, az állami bizottság júniusi határozatában is már Tyitov szerepelt. Tyitov tartalékának helyére először Grigorij Nyeljubov tűnt a legesélyesebb jelöltnek, ám mivel őt Tyitov nem állhatta az örökös karriertörekvései miatt, Koroljov a lecserélése mellett döntött és Andrian Nyikolajevet választotta Tyitov tartalékául.

## A repülés

### Start
A Vosztok–2 startja előtt egyetlen kisebb probléma merült fel, a Nap aktivitása éppen a ciklusának magasabb tartományában volt 1961. július közepén, a repülés tervezésekor magasabb kozmikus sugárzással fenyegetve az űrhajóst. Augusztus elejére a napviharok elcsendesedtek, amelyeket a sztratoszférába felbocsátott ballonokra szerelt mérőműszerekkel is érzékeltek, ezzel hárítva el az aggodalmakat. A biztonság növelésére az űrhajóba sugárzásmérőt szereltek, és az űrhajós felszerelését is kiegészítették egy hordozható mérőeszközzel. A Vosztok–1-hez hasonlóan a repülés szereplői csak alig pár nappal korábban érkeztek Tyura-Tamba: Koroljov 1961. július 31-én érkezett Moszkvából, űrhajósai is hasonló módon, pár nappal korábban repültek át a starthoz.
Miután egy apróbb szivárgást elhárítottak a startelőkészületek végső fázisában a 8K72K rakéta központi fokozatában, az űrhajó 1961. augusztus 6-án 6:00-kor (UTC) – helyi idő szerint 9:00-kor – startolt el Tyura-Tamból. A hordozóeszköz ezúttal tökéletesen működött – és Gagarin repülésével ellentétben – pontosan a tervezett pályára állította a Vosztok–2-t. Az egyetlen furcsaság a Tyitovban támadt érzéki csalódás volt, az űrhajós úgy érezte, mintha űrhajója fejtetőre állva, ő maga pedig lábbal előre repülne. Ez az érzés egyfajta tájékozódási zavarral is párosult, Tyitov képtelen volt a pályára állás utáni pillanatokban megtalálni a Földet és a műszerfal jelzéseit sem tudta leolvasni. A feje rázásával próbálkozott elhárítani a problémát, de a helyzet nem javult.

### Orbitális pálya
A Vosztok–2 tökéletesen állt Föld körüli pályára: a rakéta gyorsítása a tervezett paraméterek között maradt, így az űrhajó 166*232 kilométeres ellipszis pályára állt (így elhárult a visszatéréssel kapcsolatos – Gagarin repülésén felmerült – hiba lehetősége). A szovjet irányítás a radar és rádiójelek alapján 20 perccel a start után erősítette meg a pályaadatokat, majd közölték azt a médiával, amely hivatalosan is bejelentette a világ közvéleménye számára az újabb űrrepülést.
A repülés elejére rányomta a bélyegét Tyitov kiteljesedő rosszulléte. Ennek ellenére az első feladatot sikerrel teljesítette az űrhajós: a műveleti terv szerint meg kellett változtatnia az űrhajó helyzetét. Természetesen ez csak egy egyszerűbb manőver volt, az űrhajó pályájának megváltoztatására alkalmatlan volt a Vosztok űrhajó, a térbeli helyzet megváltoztatására (valamelyik tengelye körüli elfordítására) nyílt mód. A teszt problémamentesen zajlott. A második keringésben Tyitov filmet készített az alant elforduló Földről, mintegy 10 percben.

A harmadik keringésben Tyitov számára eljött az idő, hogy egyen valamit. Ez inkább egy, a műveleti terv diktálta feladat volt, mintsem a természetes szükséglet szülte tevékenység, mivel az űrhajós még mindig kissé rosszul érezte magát. (Az űrhajós ugyan azt jelentette az irányításnak, hogy „minden rendben van”, az orvosok a telemetrián át érkező adatokból látták, hogy ez nem igaz.)
A repülés mélypontja a hatodik keringésben következett el, amelynek fő oka Tyitov rosszulléte volt. Az űrhajós számára ismét egy étkezés érkezett el a teendők sorában, ezúttal a vacsora képében. A szakemberek egy 3 fogásos étkezést készítettek elő, tubusokban utazott a leves, a májpástétom és feketeribizli lekvár. Tyitov úgy döntött, hogy csak nagyon keveset eszik, tekintettel az émelygésére, amely egy pillanatra sem hagyta el őt. A vacsora legutolsó mozzanataként némi feketeribizli dzsúzt spriccelt a szájába, hogy igyon, de ettől bekövetkezett a baj: az ital meghányatta Tyitovot. Kicsit később Tyitov egy pár falat kenyeret és borsót is evett, némi vízzel leöblítve, amivel szerencsére nem ismétlődött meg az incidens.
A hetedik keringésben ismét helyzetváltoztatási feladat következett, az űrhajósnak újra kézi vezérléssel kellett kicsit fordítani az űrhajóján, az étkezés után és a manőverezés előtt azonban pihenőidőt kért az irányítástól. Aztán amikor végzett a manőverezési feladattal (ismét hiba nélkül sikerült a Vosztok űrhajó forgatása a tengelyei körül), és a hetedik kör vége felé Moszkva felett járt az űrhajó, Tyitov bejelentette, hogy a műveleti terv szerint aludni tér.
Az űrhajós a hetedik körtől a tizenkettedikig aludt, csak néha ébredt fel egy kis időre – a tizedik és a tizenegyedik keringésben –. Ezzel egy újabb – igaz inkább statisztikai, mintsem űrtörténeti – elsőséget gyűjtött be, ő volt az első ember, aki aludt az űrben. Az elalvás előtt Tyitov kissé megszegte az előírásokat: egy madzagot erősített a sisakja ellenzőjére. A szabályok szerint ugyanis zárt sisak-ellenzővel kellett aludnia – egy váratlan kihermetizálódás esetére felkészülve –, ám a rosszulléte aggodalommal töltötte el, hogy esetleg ismét hányhat, ami zárt sisakban még akár veszélyes is lehetett volna, a dolog kellemetlensége mellett. Ezért erősítette a zsinórt az ellenzőre, hogy hirtelen rátörő rosszullét esetén azonnal felránthassa az ellenzőt. Az alvási periódus zavartalanul zajlott, olyannyira, hogy Tyitov végül túlaludta a kijelölt időkeretet és 35 perccel később ébredt. Ébredés után egy újabb elsőség következett: Tyitov az első ember lett, aki vizelt az űrben. Ennek természetesen nem az elsőség adta a jelentőségét, hanem az, hogy az ezt kiszolgáló berendezés jól vizsgázott, a későbbi űrhajósok elől újabb akadály hárult el, a hosszabb távú repülések résztvevőinek ettől a szükséglettől sem kellett tartaniuk. Az ébredés kellemetlen volt, Tyitov ugyanolyan rosszul érezte magát, mint alvás előtt és fejfájás kínozta. Próbált úrrá lenni a problémán, de amikor egy kis csokoládéitalt ivott, felöklendezte azt a keveset is, ami a gyomrában még volt. Aztán kis idő múltán, a tizenkettedik keringés végén mintegy varázsütésre elillant a rosszullét, megmagyarázhatatlan módon Tyitov hirtelen kezdte egyre jobban érezni magát és az utolsó körökre visszanyerte teljesen az erejét és a koordinációját.
A hátralevő időben már különösebb esemény nem történt, Tyitov a tizenhetedik keringésében kezdhetett készülődni a leszállásra.

### Leszállás
A leszállás előkészületei a 17. keringésben kezdődtek, egy automatikus rendszer a megfelelő irányba fordította az űrhajót és élesítette a fékező hajtóművet. A fékezőrakéták – Gagarin repüléséhez hasonlóan – Afrika nyugati partjai felett indultak be és 40 másodperces működést követően ereszkedő pályára állították a Vosztok–2-t, amelynek végpontja a Szovjetunió középső részén, a Volga folyó melletti Szaratov környékén volt. A fékezőmanőver után 10 másodperccel volt esedékes a műszaki egység és a visszatérő kabin automatikus szétválasztása, amely azonban nem volt problémamentes. Tyitov hallotta a két űrhajórészt összekötő elemeket lerobbantó pirotechnikai tölteteket és hamarosan jelentette is a sikeres leválást a műszaki egységről. Azonban a műszerfalon továbbra is világított egy lámpa, ami a két egység összekapcsolt állapotát mutatta. A Vosztok–1-hez hasonlóan Tyitov űrhajóján sem sikerült tökéletesen a szétválasztás, a kabin és a műszaki egység ugyan szétvált, ám egy kábelköteg nem szakadt el és így továbbra is együtt maradtak. Szerencsére a fellépő légerők ellenére a Vosztok–1-nél tapasztalt pörgés nem következett be, csak némi himbálózás. A fékeződő űrhajó a Földközi-tenger nyugati része felett lépett be a légkörbe.
A sűrűbb légrétegekbe érve előbb a még mindig összekapcsolt űrhajórészek egyre erőteljesebb himbálózásba kezdtek, amit a egyre növekvő súrlódás keltette magas hőmérséklet hamar átégette az űrhajórészeket még együtt tartó kábelt és a műszaki egység végleg levált, míg a visszatérő kabin repülése stabilizálódott. Ezután a kabin nemsokára elérte a maximális lassulást, majd kinyílt az űrhajó ejtőernyője. Végül Gagarinhoz hasonlóan Tyitov is katapultált a leszállás legvégső fázisában és saját ejtőernyőjén ereszkedett le a talajra. Az űrhajóst a kabinból való katapultáláskor kisebb baleset érte, a katapultálás erőhatásától az arca hozzáütődött a sisak belsejéhez, amitől eleredt az orra vére.

Az ereszkedés során is támadt némi probléma. Tyitov simán ereszkedett az ejtőernyőjén egy vasútvonal mentén, amikor az űrhajós tartalék ejtőernyője kiszabadult. Tyitov elkezdett küzdeni a lógó tartalékernyővel, hogy ne csavarodjon a lábára, de ettől az erőfeszítéstől az ernyő egyre jobban kezdett kibomlani, majd ki is bomlott, így az űrhajós a végső fázisban két – egymásba csavarodással fenyegető – ejtőernyőn ereszkedett tovább. Ráadásul a szél is feltámadt és a vasútvonal felé sodorta a Tyitovot, ahol éppen egy vonat közeledett. Az űrhajós még látta a vasútvonal mellé leérkezni a kabinját is, majd ő maga is leért a talajra, nagyjából 50 méterre a sínektől, igaz egy utolsó szélroham alaposan a földhöz csapta őt – a hátán landolt, ismét beverte a sisakba a fejét, a lendület meg is hempergette a porban – és az ernyő még 15 méternyit vonszolta, mire sikerült lecsatolnia.
A földetérésre egy napnyi repülést követően 1961. augusztus 7-én 7:18-kor (UTC) került sor Krasznij Krut városa mellett. Tyitov 17 Föld körüli fordulatot tett meg űrhajóján, összesen 1 nap 1 óra 18 perc időtartamban.

## A repülés utóélete
Egy 1961. augusztus 11-i sajtókonferencián German Tyitov felfedte, hogy a leszálláskor nem az űrhajójában ért földet. Az űrhajós elmondta, hogy az ő számára két alternatív leszállási mód állt rendelkezésre és ő engedéllyel rendelkezett, hogy saját belátása szerint a kabinban érjen földet, vagy a katapultülést aktiválva ejtőernyőn. Ő ezúttal a külön leszállást és a katapultálást választotta, mintegy kipróbálva egy másik alternatívát. Ezzel egyúttal a szovjet kommunikáció is megváltozott, az űrhajós által így nyilvánosan is elismerték, hogy létezik egy ilyen alternatíva is, amelyről később kiderült, hogy nem alternatíva, hanem az egyetlen leszállási profil. Erre a furcsa kommunikációra azért volt szükség, hogy ne sodorják veszélybe Gagarin repülésének hivatalos rekordként való elismerését, amelyet a valós körülmények bemutatásával megakadályoztak volna.
A Vosztok–2 űrhajó – ellentétben más, történelmileg fontos, múzeumba, vagy kiállításra került eszközzel – nem maradt fenn az utókorra. 1964-ben, a Voszhod-program előkészítése során a leszállókabint az új űrhajórendszer egyik kísérleti ejtőernyőrendszerének tesztjénél ballasztként használták, ám a kísérlet sikertelen volt, az űrhajó a hibás ejtőernyővel lezuhant a magasból és apró darabokra tört.